# Kasteel Bronkhorst (Gelderland)

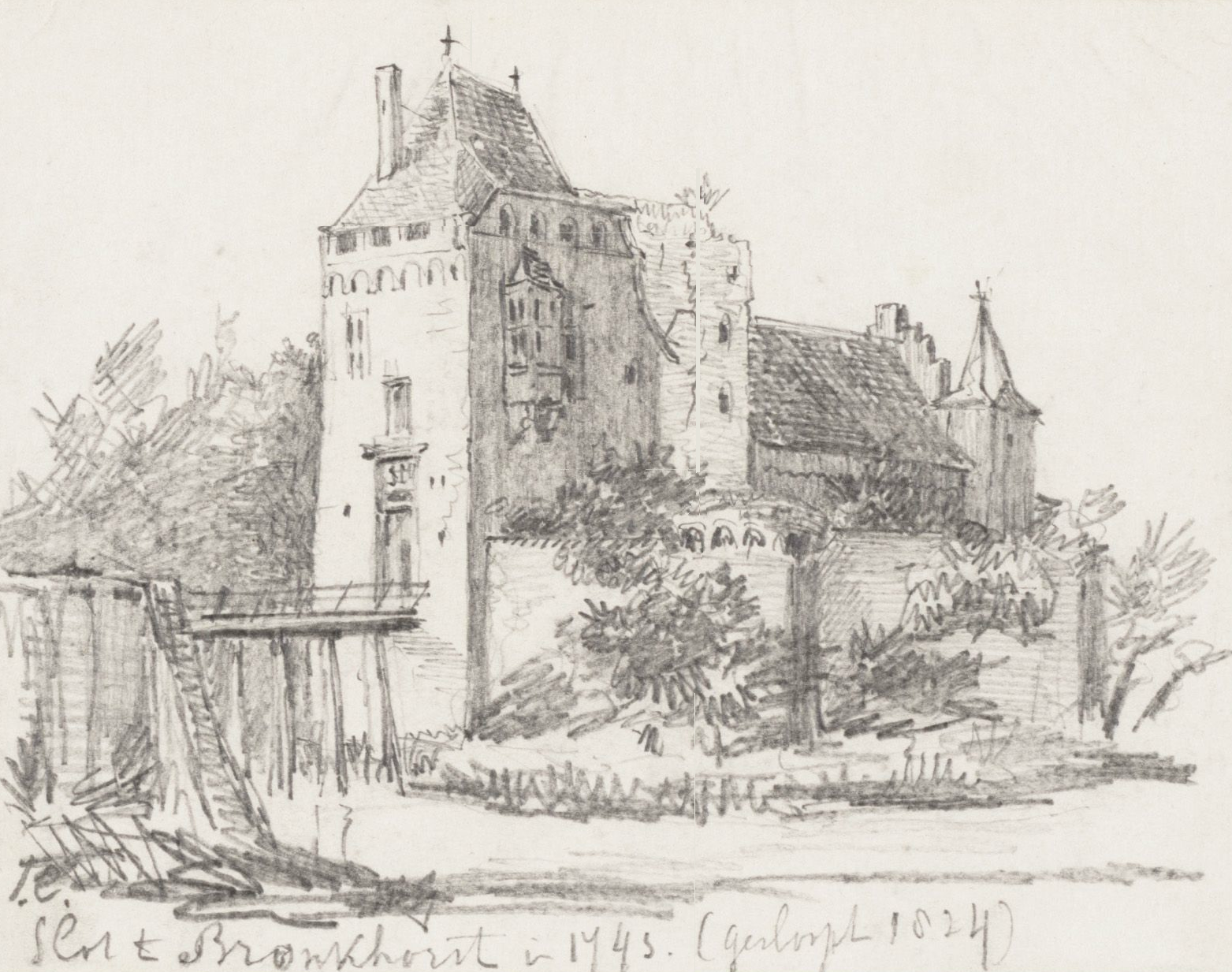
De andere kant van het slot, door Jacobus Craandijk in 1743

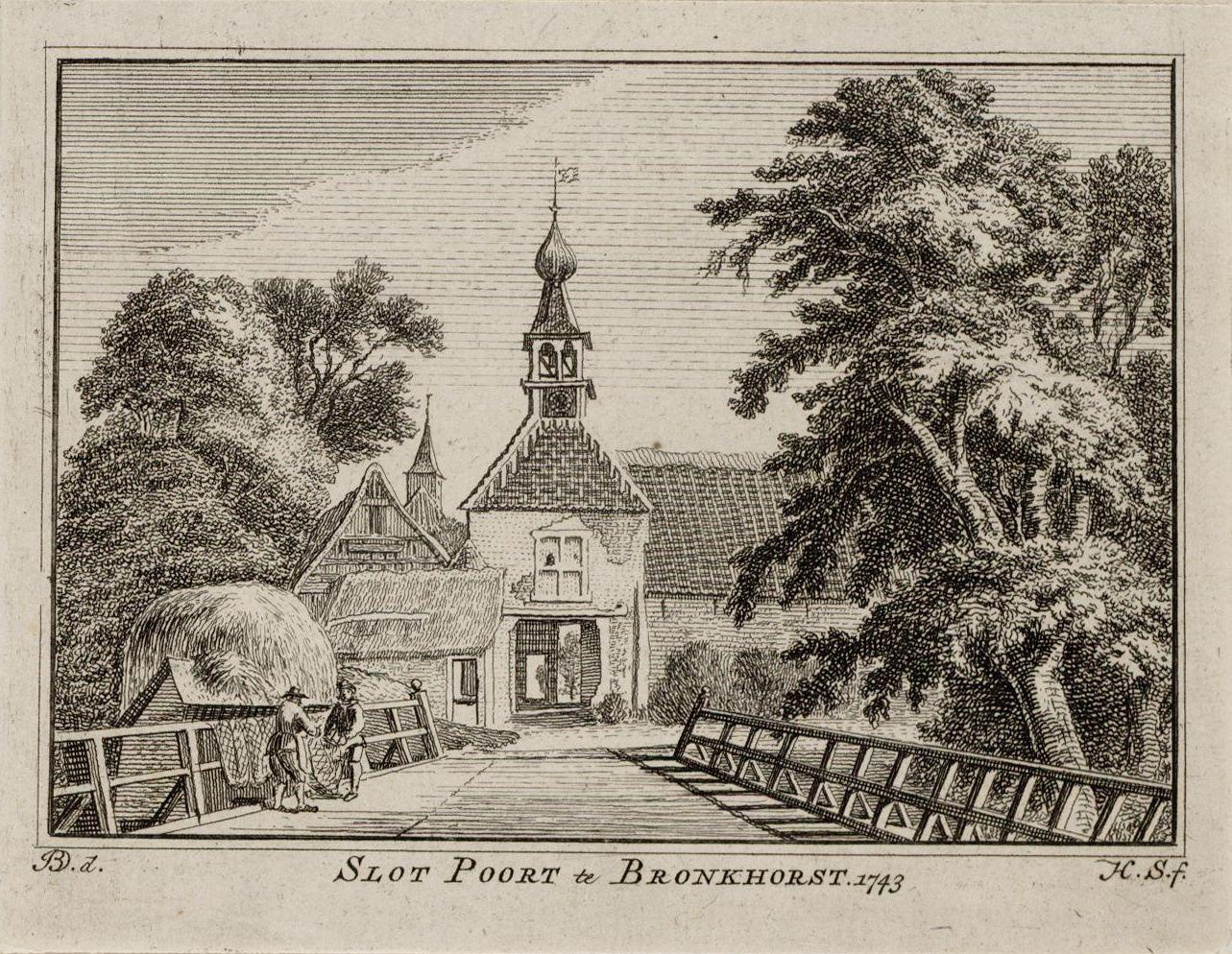
Poortgebouw vanaf het kasteel gezien in 1743

Kasteel Bronkhorst was een kasteel in de gemeente Bronckhorst, westelijk gelegen van het centrum van Bronkhorst, in de Nederlandse provincie Gelderland. De nog aanwezige slotheuvel is een beschermd rijksmonument en ligt in een ca. zes hectare groot natuurgebied dat wordt beheerd door Staatsbosbeheer.

## Geschiedenis
Kasteel Bronkhorst was het stamslot van de heren van Bronckhorst en was een van de belangrijkste kastelen in het graafschap Zutphen. Het kasteel was gelegen aan een strategische plek aan de IJssel ten zuiden van Zutphen. Onbekend is wanneer het kasteel gebouwd werd. Het is een zogenaamd mottekasteel; deze versterkingsvorm wordt traditioneel een ontstaan toegedicht ergens aan het eind van de 10e eeuw. In de middeleeuwen had het kasteel het zwaar te verduren door belegeringen, en tijdens de Tachtigjarige Oorlog werd in 1582 het kasteel na een negen maanden lang Spaans beleg bezet en in brand gestoken. Nadien verbouwden de Limburg-Stirums het pand dermate dat er weer bewoning mogelijk was. In de 18e eeuw raakte het complex langzaam in verval, Frederik Albert liet de donjon nog restaureren, maar de rest zou in latere tijden stukje bij beetje worden gesloopt. Omstreeks 1848 was er nog een imposante toren aanwezig die in die tijd bewoond werd door een boer. In 1896 bestond nog een klein deel van het kasteel bestaande uit het voorgebouw, in die tijd in een vervallen toestand. Rond 1920 werden de laatste restanten van het kasteel Bronckhorst ten slotte gesloopt. Van het kasteel rest alleen de opgeworpen slotheuvel bij het stadje Bronkhorst. De lege slotheuvel werd in 1962 door de erven Metelerkamp overgedragen aan de Staat der Nederlanden en wordt sindsdien beheerd door Staatsbosbeheer. In het in 2017 opgeheven Dickens Museum stond een maquette van het voormalige kasteel Bronkhorst in een schaal van 1:10. Een kleinere bronzen maquette bevindt zich sinds 2015 op de slotheuvel.

## Slotheuvel

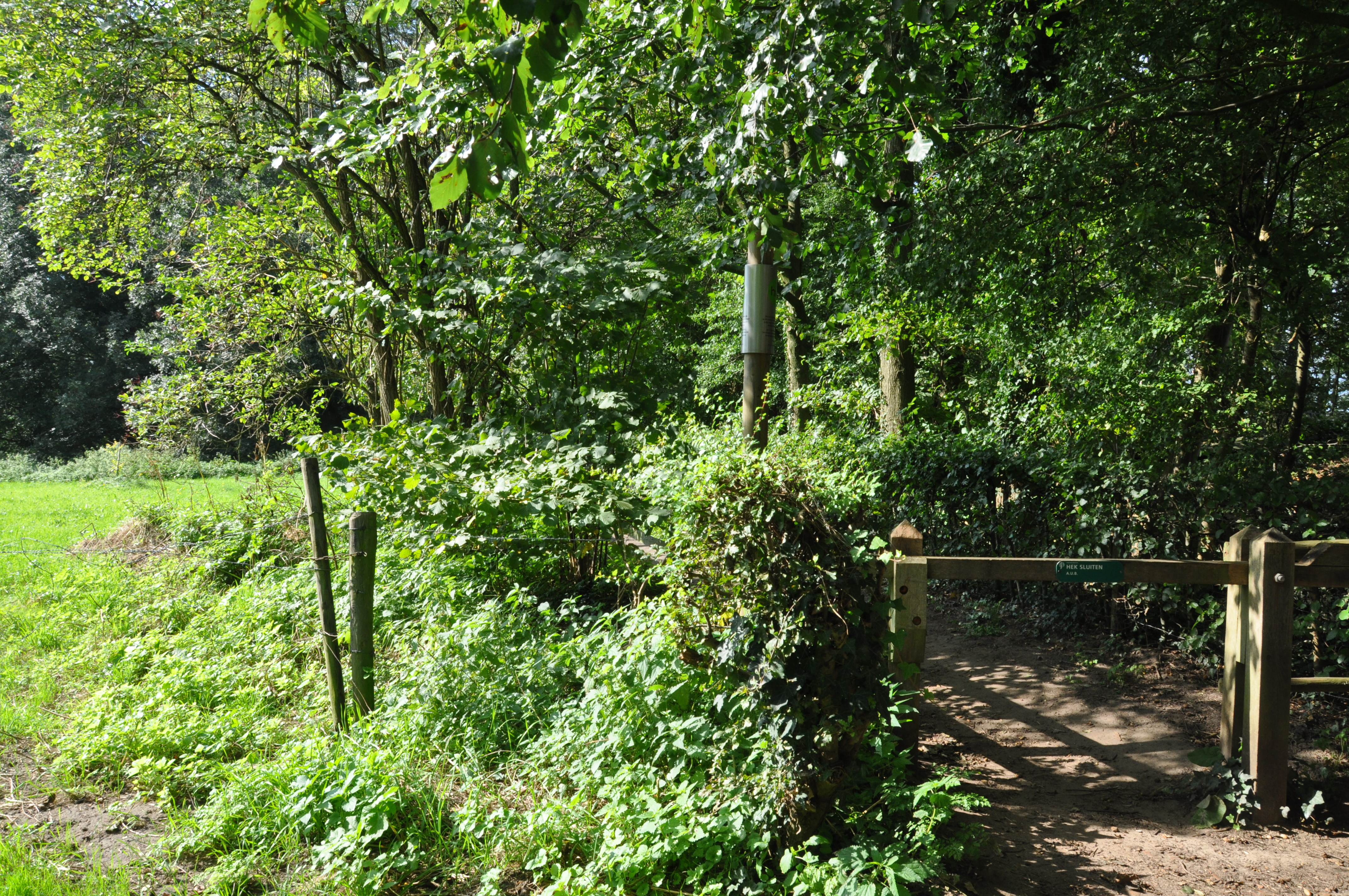

In het zes hectare grote slotheuvelgebied bevinden zich nog resten van de kasteelfundamenten. De hoogte kan beklommen worden, boven is informatie te vinden in de vorm van een geschiedenis tijdlijn. Voor botanisten is de plek interessant vanwege de er voorkomende stinsenplanten. In het voorjaar bloeien er onder meer bosanemoon, gevlekt longkruid, Italiaanse en gevlekte aronskelk, muskuskruid, bosgeelster en gewone vogelmelk.

## Slotkapel

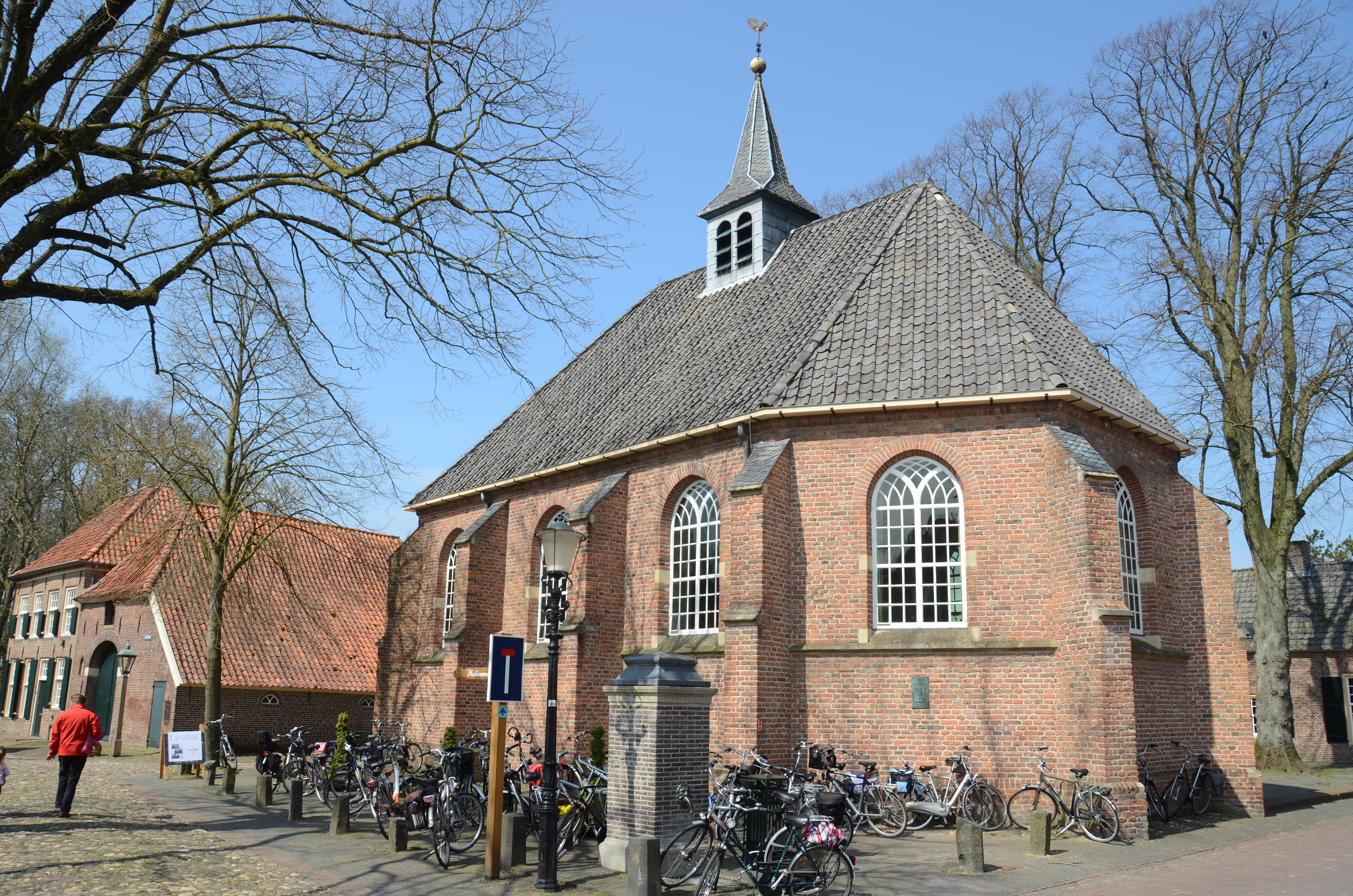
Slotkapel

In 1344 richtten Gijsbert V van Bronckhorst en zijn vrouw Catharina van Leefdael nabij het kasteel een kapel op, gewijd aan Maria en Sint-Maarten. Ook schonken zij goederen aan de kapel ten bate van het levensonderhoud van de priester. Daarnaast kreeg hij jaarlijks twee manden vis uit de beek bij het kasteel. Op 19 januari 1345 vond een vernieuwde stichting plaats wat mogelijk duidt op een oudere (slot)kapel waar verder niets van bekend is. In 1360 vond onder Willem IV van Bronckhorst nogmaals een stichting van de kapel plaats. Nadien raakte de kapel in verval. Bij de verbouwing tot schoolgebouw in het jaar 1843 gingen veel middeleeuwse elementen verloren. In 1964 werd de kapel gerestaureerd en zoveel mogelijk in oude stijl teruggebracht.

## 't Hoge Huys

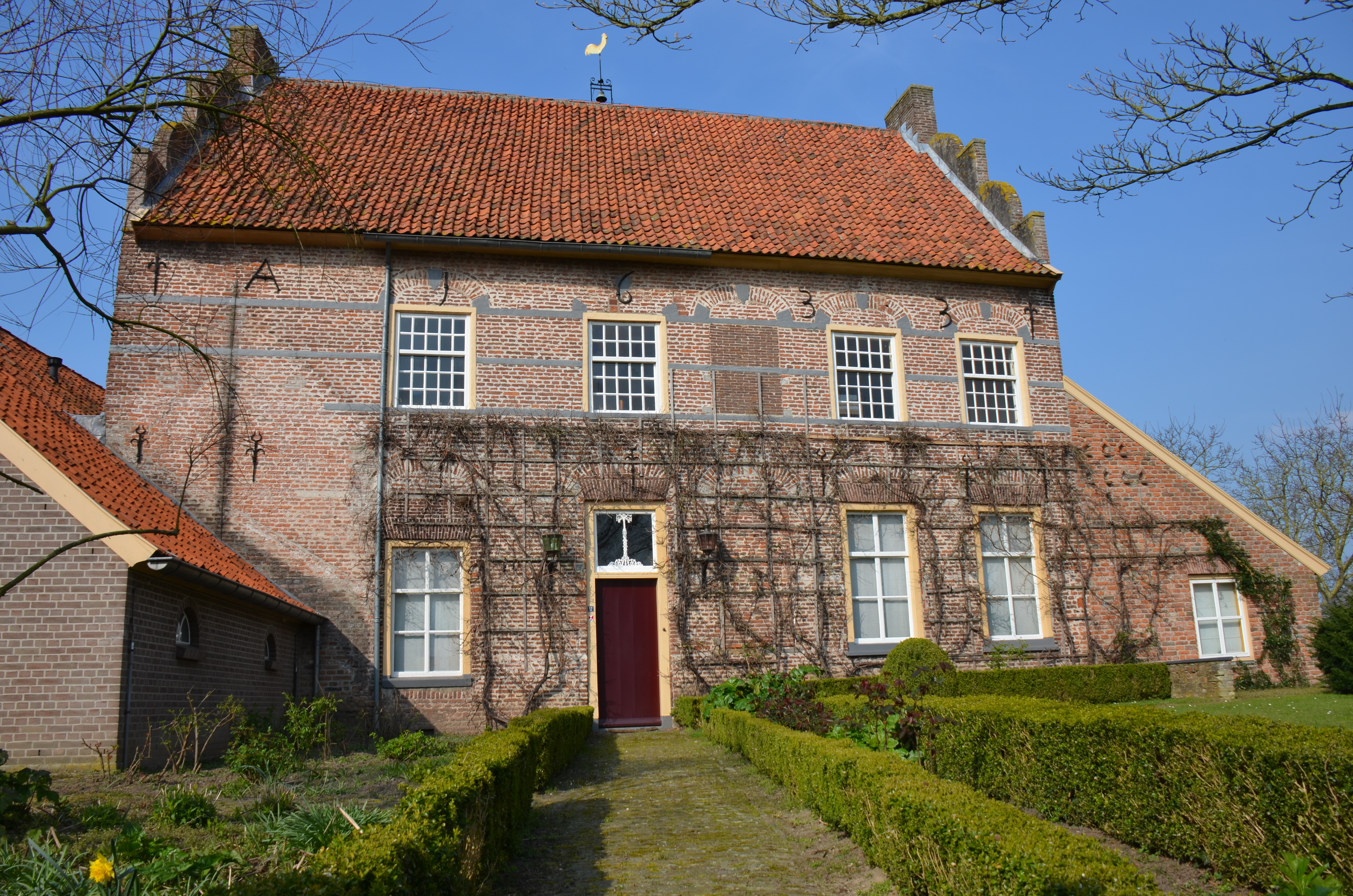
't Hoge Huys

't Hoge Huys of Ophemert uit 1633 aan het einde van de Kapelstraat is het voormalige ontvangsthuis van de Heren van Bronckhorst. Het huis werd gebouwd na de grote stadsbrand van Bronkhorst op oude stadsmuurresten. Het was het woonhuis van Bernhard Buck, de rentmeester van Herman Otto I van Limburg Stirum die eigenaar van het kasteel was. In 2000 werd het huis grondig gerestaureerd.
Aalst · Aardenburg · Acquoy · Aerdt · Agistaldaburg · Ahof · Aldenhaag · Aller · Ambe · Ammersoyen · Ampsen · Andelst · Angeroyen · Appelburg · Appelse walburg · Appeltern · Arler · Baak · Babberich · Baer · Baerle · Bakerbosch · Balgoij · Barlham · Batenburg · Beek · Beerenclaauw · Bemmel · Bevervoorde · Bergh · Biljoen · Bingerden · Blankenborg (Laren) · Blankenborg · Blauwe Huis · Blokhuis (Ravenswaaij) · Boelenham · Boetselaersborg · Borculo · Boswaai · Brakel · Den Brakel · Den Bramel · Bredevoort · Broekhuizen · Bronkhorst · Bruchem · Bruinhorst · Brunsberg · Bulkestein · Bunswaard · Burcht van Tiel · Buren · De Buurse · Byland · Byvanck · Caetshage · Camphuysen · De Cannenburch · de Cloese · Coldenhove · Culemborg · Dedinckweerd · Delwijnen · Didam · Diepenbroek · Hof te Dieren · Huis Dijck · Dikke Tinne · Doddendaal · Dodewaard · Doornenburg · Doornik · Doorwerth · Dooyenburg · Dorth · Doseburg · Drakenburg · Dreumel · Druten · Duivelshuis · Eerbeek · De Ehze · Elburg · Eldrik · Emmerik · Engelenburg · Groot Engelenburg · Engelrode · Enghuizen · Enspijk · De Essenburgh · Essenpas · Est · Fokkinck · Gameren · Geerestein · Geldermalsen · De Gelderse Toren · Geldersweerd · Gellicum · Gendt · Gennepestein · Glindhorst · Goudenstein · ‘s-Grevenhoef · Groot Hell · Groenlo · Groesbeek · Huis te Groesbeek · Grunsfoort · Gulden Spijker · Hackfort · Hackforts Veenhuis · Hagen · Hagevoort · Hamerden · Hanepol · Harreveld · Harslo · Hassink · Het Haveke · Hedel · Heeckeren · De Heegh · Hees · De Heest · Hellouw · Hemmen · Hernen · Motte van Hernen · Heumen · Heusden · Hoekelum · Hoekenburg · De Hoeve · De Hof · Hof d'Ooy · Hof van Arkel · Huis het Holt · Holthuis · Het Holtslag · Ter Horst · Houberg · St. Hubertus · Huissen · Hulhuizen · Hulkestein · Hulsen · Hunneschans bij De Duno · Hunneschans bij Uddel · Jonker Bloo · 't Joppe · De Kamp · Karssenberg · Kemnade · Keppel · Kermestein · Kernhem · Kervel · Kiefskamp · De Kinkelenburg · Klein Enghuizen · Kleverburg · Kortenhoeve · Laag Helbergen · Lakenburg · Landfort · Langen · Latenstein · De Lathmer · Lathum · Ter Lede · Leegpoel · Leemcuyl · Leeuwen · Leeuwenbergh · Lensenburg · Lent · Leur · Leuvenum · Leyenburg · Lichtenvoorde · Lievenstein · Loenen · Loevestein · Loil · Loowaard · Luynhorst · Hof te Maasbommel · Magerhorst · Malburgen · Malderburcht · Malsen · Manhorst · Marhulsen · De Marsch · Marveld · Mathena · Maurik · Medel · Medestein · 't Medler · Meinerswijk · De Mellard · Mensink · Mergelp · Meteren · 't Meyerink · Middachten · Millingen · Mussenberg · Nagelhorst · Nederhagen · Nederhemert · Neerijnen · Huis Neerijnen · De Nesch · Nettelhorst · Nieuwe Blokhuis ·  Nijburg · Nijenbeek · Old Putten · Notenstein · Nye Huis · Olde Spijker · Oldenaller · Oldenhof (Driel) · Oldenhof (Heteren) · De Ooij · Oolde · Oud Oolde · Oosterhout · Ophemert · Opijnen · Oud Ampsen · Oude Blokhuis · Het Oude Loo · Oude Voorst · Oudenborch · Oud-Wisch · Huis te Overasselt · Overeng · Overhagen · Overlaar · 't Oye · Palmestein · De Parck · Persingen · Plekenpol · Ploen · Pluimenburg · Poederoijen · Poelwijck · Poelwijk · De Pol (Dreumel) · Huis de Poll (Huis te Gietelo) · De Poll (Huissen) · Pollenbering · Pollenstein · Puttenstein · Het Raasink · Ravenhorst · De Rees · Ressen · Reuversweerd · Reygersfoort · Rhijnestein · Huis Rijswijk · Rode Toren · Roode Wald · Rosande · Rosendael · Rossum · Rumpt · Ruurlo · Rijsselt · Schadewijk · Schaffelaar · Scherpenzeel · Schoonbroek · Schoonderbeek · Schoonenburg · Schuilenburg · Schuilkerke · Hof te Seelbeek · Sevenaer I · Sevenaer II · Sinderen (Oude IJsselstreek) · Sinderen (Voorst) · Slangenburg · Sleeburg · Slimsijp · De Snor · Soelen · Spaansweerd · Spaldorp · Spijk · Staverden · Sterkenburg · Swanepol · Tarthorst · Teisterbant (Kerk-Avezaath) · Teisterbant (Kerkdriel) · Ter Dicke · Tolhuis · Tolhuis (Tiel) · Tollenburg · Tongerlo · Toren van Wely · Tuil · Ubbergen · Uilenburg (Ewijk) · Uilenburg (Heteren) · Ulenpas · Ulft · Upladen · Valburg · Valkhofburcht · Valkhofpalts · Vanenburg · Varik · Hof te Varsseveld · 't Velde · Velhorst · Verwolde · Vierakker · De Voorst · Voorstonden · Vorden · Vosbergen · Vredenburg · Vredestein (Driel) · Vredestein (Ravenswaaij) · Vuren · Waardenburg · Waddestein · Wadenoijen · Waede · Wageningen · Walfort · 't Waliën · De Wardt · Watergoor · Watermeerwijk · Wayenstein (Huis te Herwijnen) · Well (Huis van Malsen) · Weijenrade · Westenburg · Westerholt · Weurt · De Wiersse · Wijenburg (Echteld) · De Wildenborch · De Wildt · Wilp · Wilperhorst · Winssen · Wisch · Wychen · Wolfswaard · Woolbeek · Yrst · IJzendoorn · Zeeland · Zilveren Spijker · Zuilichem · Zwaluwenburg · Zwanenburg (Heerde) · Zwanenburg (Megchelen)